# Arciconfraternita di San Giuseppe
L'Arciconfraternita del patriarca San Giuseppe è una confraternita di Taranto fondata nel 1639

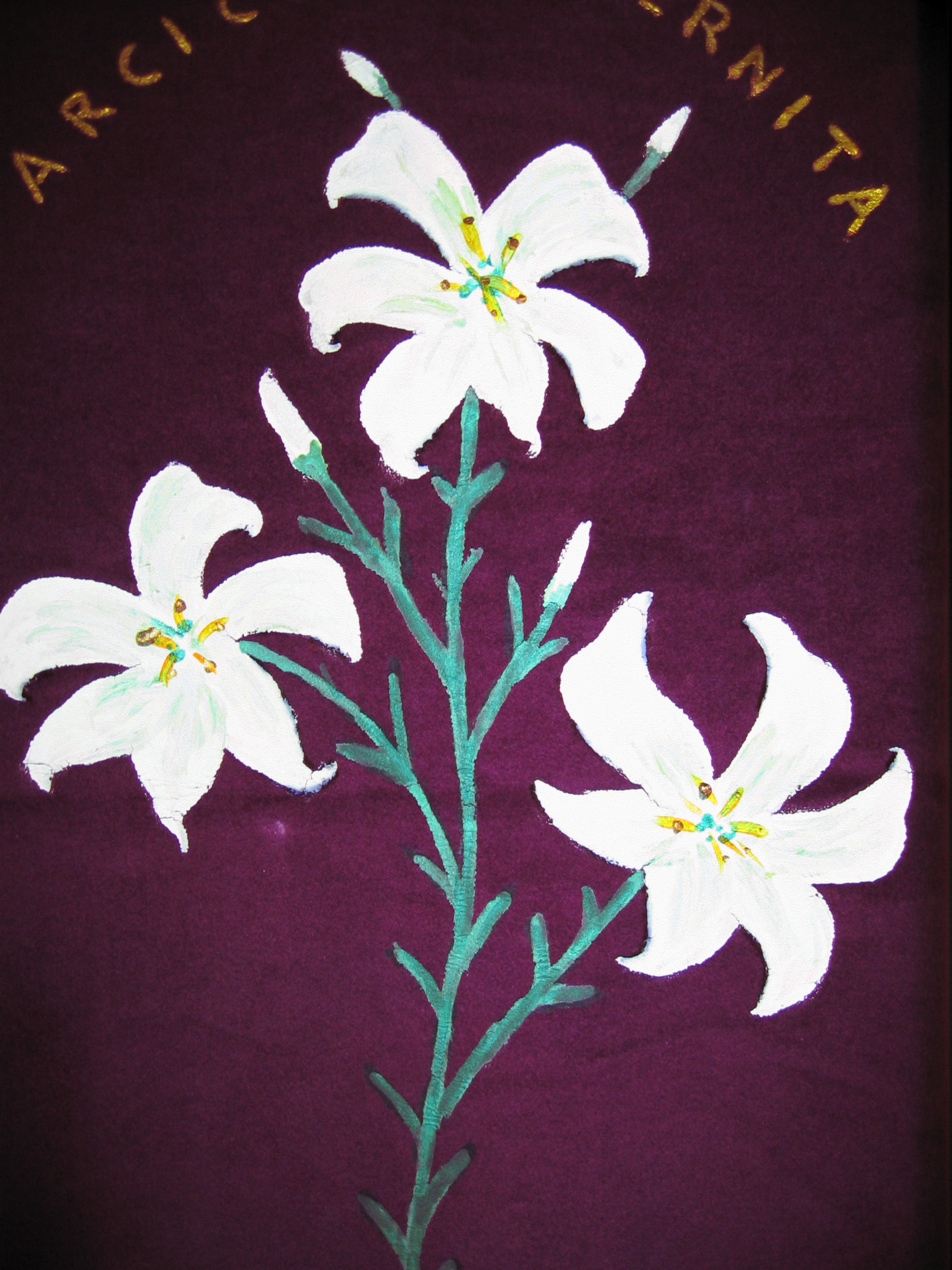
Stemma dell'arciconfraternita

## Storia

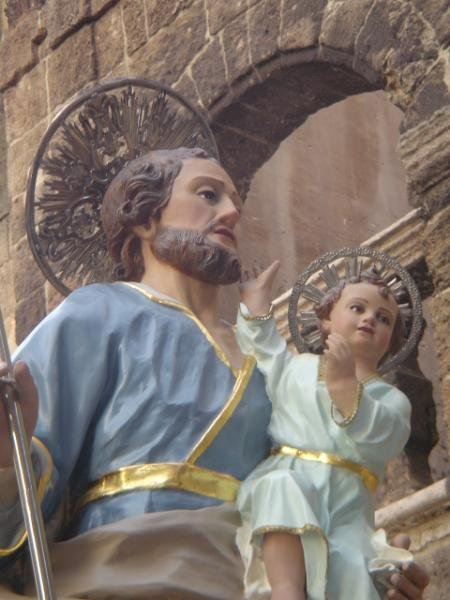
Statua di san Giuseppe venerata a cura dell'arciconfraternita

L'Arciconfraternita di San Giuseppe fu fondata nella chiesa di Santa Maria delle Rose (oggi chiesa di San Giuseppe ) nel pittaggio Turripenne.
Nel 1641 la chiesa di Santa Maria delle rose fu intitolata a san Giuseppe per via dei lavori voluti dall'arciconfraternita per il recupero del tempietto che era in stato di degrado arricchendo la chiesa con dei pregevoli affreschi di Paolo De Matteis la cui opera maggiore di questa chiesa è il dipinto sulla volta della chiesa raffigurante Il dubbio di san Giuseppe.
Nel il 30 gennaio 1768 ottenne da re Ferdinando IV di Borbone il regio assenso e il nuovo statuto.
Era dovere dei confratelli "Menare vita buona attendendo al servizio di Dio e del gran patriarca San Giuseppe" e di riunirsi nell'oratorio nei giorni stabiliti per recitare l'ufficio divino.
La confraternita divenne Arciconfraternita nel 1870, date le opere meritorie del sodalizio e l'efficace opera di devozione verso San Giuseppe, con nomina di Pio IX che insignì la confraternita di tale titolo.
La confraternita conobbe un periodo di inattività dal 1931 fino agli anni ottanta quando grazie a un gruppo di devoti ricominciò le sue attività della Settimana Santa e la processione di san Giuseppe il 19 marzo.

## Abito di Rito
L'abito di rito dei confratelli è così composto:
- mozzetta color viola con bottoncini gialli, e cucito sulla sinistra un medaglione con l'effigie di san Giuseppe e cappello viola orlato con nastro giallo;
- camice bianco con cappuccio bianco raccolto sulla testa, che veniva calato sul volto durante la Settimana Santa;
- cingolo giallo legato intorno alla vita;
- scarpe nere e calze bianche.